# خرس‌ها و زنبورها
خرس و زنبورها (به انگلیسی: The Bears and the Bees)؛ یک انیمیشن کوتاه محصول دیزنی از مجموعه سمفونی احمقانه است. این اثر در سال ۱۹۳۲ منتشر شد.